# Меліпілья (провінція)
Провінція Меліпілья (ісп. Provincia de Melipilla) — провінція у Чилі у складі області Сантьяго. Адміністративний центр — Меліпілья. Складається з 5 комун. Територія — 4065,7 км². Населення — 141 165 осіб. Щільність населення — 34,72 осіб/км².

## Географія
Провінція розташована на заході області Сантьяго.
Провінція межує:
- На півночі — з провінцією Вальпараїсо;
- На сході — з провінціями Чакабуко, Талаганте і Майпо;
- На півдні — з провінцією Качапоаль;
- На заході — з провінціями Вальпараїсо і Сан-Антоніо.

## Адміністративний поділ
Провінція складається з 5 комун:
- Меліпілья. Адміністративний центр — Меліпілья.
- Куракаві. Адміністративний центр — Куракаві.
- Марія-Пінто. Адміністративний центр — Марія-Пінто.
- Сан-Педро. Адміністративний центр — Сан-Педро.
- Алуе. Адміністративний центр — Алуе.